# لحام بقعة

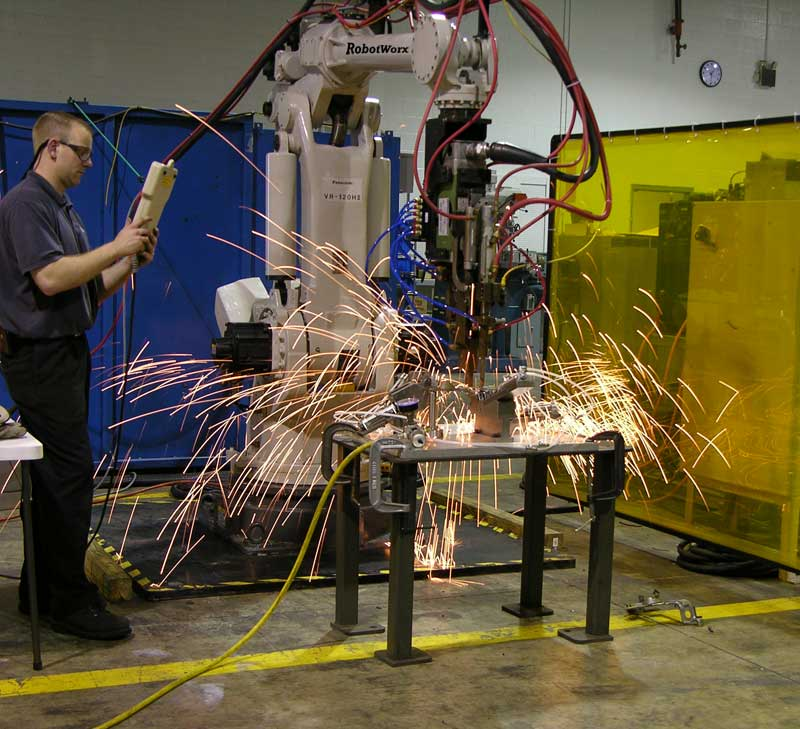
ربوت يقوم بعمل اللحام البنطي

لحام بقعة أو لحام نقطة هو طريقة لحام بالحرارة التي تنتج من مقاومة قطعتي التشغيل المراد لحمهما معًا لسريان التيار الكهربائي المار خلالهما من ألكترودين يضغطان عليهما، فتنتج بقعة لحام في منطقة المقاومة والضغط.
تقام قطع العمل معا تحت الضغط الذي تمارسه الأقطاب الكهربائية. عادة ما تكون الأوراق من 0.5 إلى 3 مم (0.020 إلى 0.118 بوصة). وتستخدم هذه العملية اثنين من أقطاب سبائك النحاس على شكل لتركيز اللحام الحالي إلى «بقعة» صغيرة وفي وقت واحد المشبك ورقة معا. إجبار تيار كبير من خلال بقعة سوف تذوب المعدن وتشكيل اللحام. ميزة جذابة لحام البقعة هو أن الكثير من الطاقة يمكن تسليمها إلى بقعة في وقت قصير جدا (حوالي 10-100 ميلي ثانية). وهذا يسمح لحام يحدث دون التدفئة المفرطة من ما تبقى من ورقة.
يتم تحديد كمية الحرارة (الطاقة) التي يتم تسليمها على الفور من قبل المقاومة بين الأقطاب وحجم ومدة التيار. يتم اختيار كمية الطاقة لتتناسب مع خصائص المواد ورقة، سمكها، ونوع من الأقطاب الكهربائية. تطبيق القليل جدا من الطاقة لن تذوب المعدن أو سيجعل لحام الفقراء. تطبيق الكثير من الطاقة سوف تذوب الكثير من المعادن، وإخراج المواد المنصهرة، وجعل ثقب بدلا من اللحام. ميزة أخرى لحام البقعة هو أن الطاقة تسليمها إلى بقعة يمكن السيطرة عليها لإنتاج اللحامات يمكن الاعتماد عليه.

### أنواع أجهزة التلحيم النقطي[2]
تتنوع أجهزة التلحيم النقطي بحسب نوع الاستخدام ومستوى القدرة، ويمكن تصنيفها إلى الأنواع التالية:
- الأجهزة المحمولة: تمتاز بخفة وزنها وسهولة حملها، مما يجعلها مناسبة للأعمال الميدانية والتنقل بين المواقع.
- الأجهزة الصناعية: مخصصة للاستخدام داخل المصانع، وتتميز بقدرة عالية على العمل المتواصل وتحمل الظروف التشغيلية القاسية.
- الأجهزة الرقمية: مزوّدة بشاشات عرض ووحدات تحكم إلكترونية، ما يتيح للمستخدم ضبط إعدادات اللحام بدقة وسهولة.